# Akrar

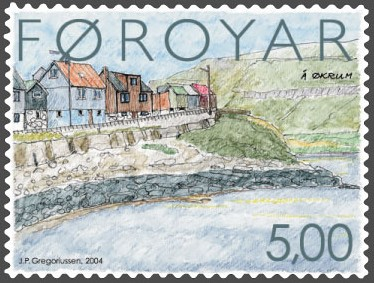
á Økrum - in Akrar. Briefmarke von 2004

Akrar oder Agrar (dänisch: Øgrum) ist ein Ort der Färöer auf Suðuroy.
- Einwohner: 21 (1. Januar 2013)
- Postleitzahl: FO-927
- Kommune: Sumbiar kommuna

Der Ort liegt an der Westküste Suðuroys am Südufer des Vágsfjørður und dem nördlichen Eingang des Lopransfjørður. Akrar wurde 1817 von einem Aussiedler aus Sumba gegründet, dem später weitere Menschen folgten. Von hier aus genießt man eine schöne Aussicht über die Fjorde und Dörfer der Umgebung.